# Pali
El pali es un idioma índico o prácrito. 
El término pāḷi significa ‘texto’ o ‘línea’ (por referirse a la línea en las hojas de palma donde se escribía). Hacia la mitad del siglo XIX, cuando los europeos comenzaron a estudiar los textos budistas, se empezó a denominar pali al idioma de estos textos. El pali proviene del idioma sánscrito (la lengua en que están escritos los textos hinduistas de la India).
Por ello es ampliamente estudiado porque es el idioma del Canon pali o Tipiṭaka budista, así como el lenguaje sagrado del budismo theravada.

## Etimología
La palabra «pali» se utiliza para designar la lengua en que está escrito el canon theravada. La palabra parece tener su origen en las tradiciones comentarias, en las que el idioma pāli (en el sentido de la línea del texto original citado) se distinguía del comentario o traducción vernácula que le seguía en el manuscrito.K. R. Norman sugiere que su aparición se basó en un malentendido del compuesto pāli-bhāsa, interpretándose pāli como el nombre de una lengua concreta.: 1 
El nombre «pali» no aparece en la literatura canónica, y en la literatura de comentarios a veces se sustituye por tanti, que significa una cadena o linaje.: 1 
Este nombre parece haber surgido en Sri Lanka a principios del segundo milenio durante un resurgimiento en el uso del pali como lengua cortesana y literaria.: 1 
Como tal, el nombre de la lengua ha causado cierto debate entre los eruditos de todas las épocas. La ortografía del nombre también varía, encontrándose tanto con «ā» larga [ɑː] y «a» corta [a], y también con sonido retroflejo [ɭ] o no retroflejo [l] «l».
Tanto la ā larga como la retrofleja ḷ se ven en la traducción ISO 15919/ALA-LC, pāḷi.
Sin embargo, hasta la fecha no existe una única grafía estándar del término, y las cuatro grafías posibles pueden encontrarse en los libros de texto. El orientalista británico R. C. Childers (1838-1876) traduce la palabra como ‘serie’, y afirma que la lengua «lleva el epíteto como consecuencia de la perfección de su estructura gramatical».

## Orígenes y desarrollo
Como se anotó más arriba, la palabra pāḷi significa ‘línea (de texto)’ o ‘texto (del Canon pali)’, y el uso de este término como nombre para este idioma parece originarse en la tradición de los comentarios, en donde el «pāḷi» (en el sentido de la línea de texto original citada) era distinguida del comentario o lo vernáculo que lo seguía en la página manuscrita. Como tal, la denominación del idioma ha causado debate entre los académicos de todos los tiempos; la ortografía del nombre también varía, encontrándose tanto con «ā» (a larga) [ɑː] y «a» (a corta) [a], también con la consonante retrofleja [ɭ] o la no-retrofleja [l] «l». Aún no se encuentra una única ortografía normalizada para este término, las cuatro formas se encuentran en los textos.
El pali es una lengua literaria del grupo prácrito de lenguas indoeuropeas. Nunca ha sido una lengua hablada informal, en el sentido de lengua materna. A pesar del excelente conocimiento de este asunto, persiste una confusión en cuanto a la interrelación del pāḷi con la lengua vernácula hablada en el antiguo reino de Magadha (ubicada en el moderno estado indio de Bihār).
El pali fue considerado por los primeros budistas que era similar lingüísticamente al antiguo magahi (también llamado magadhi) o incluso que constituía una continuación directa de ese idioma. Muchas fuentes del theravāda se refieren al idioma pali como «magadhan» o la ‘lengua de Magadha’. Sin embargo, el magadhi de las inscripciones de Asoka es una lengua oriental de la India mientras que el pali se acerca más a las inscripciones de la India occidental. Hay muchas analogías notables entre el pali y el ardhamagadhi (magadhi medio), una antigua forma de magahi preservada en los antiguos textos jainistas. El ardhamagadhi se diferencia del magahi propiamente dicho en aspectos similares a los del pali. Por ejemplo, el ardhamagadhi tampoco cambia la r por l, y en la flexión nominal exhibe la desinencia -o en lugar de la -e del magahi al menos en muchos apartes métricos. Esta similitud no es casualidad, dado que Majavirá (549 – 477 a. C.), el creador del yainismo, predicó en la misma región (Magadha) que Buda Gotama.
T.W. Rhys Davids en su libro Buddhist India (La India budista), y Wilhelm Geiger en su libro Pali Literature and Language (Literatura y lengua pali) sugirieron que el pali podría haberse originado como una forma de lengua franca o lengua de intercambio del laicado culto, utilizada en la época de Buda. No obstante, la mayoría de académicos modernos consideran que el pali evolucionó durante siglos, volviéndose bastante fijo cuando se redactaba el Canon pali en Sri Lanka. Este siguió preservándose en su totalidad en pali, mientras que la tradición de comentarios que lo acompañaban (de acuerdo con la información proporcionada por Buddhaghosa) se tradujo al idioma cingalés y se preservó en las lenguas locales durante varias generaciones.
Sin embargo fue finalmente reemplazado en la India por el sánscrito como lengua literaria y religiosa siguiendo la formulación del sánscrito clásico por el gramático Pánini. El pali se consideró en Sri Lanka que había entrado a un período de declive que finalizó hacia el siglo IV o V (a la vez que el sánscrito aumentó su prominencia), pero finalmente sobrevivió. La obra de Buddhaghosa tuvo gran responsabilidad en su resurgimiento como un idioma académicamente importante en el pensamiento budista. El Visuddhimagga y los demás comentarios que Buddhaghosa recopiló, codificaron y condensaron la tradición de comentarios cingalesa que había sido preservada y expandida en Sri Lanka desde el siglo III a. C..
Actualmente se estudia pali principalmente para tener acceso más directo al estudio de las escrituras budistas, y se utiliza en cánticos frecuentemente en contexto ritual. La literatura secular de crónicas históricas, textos médicos e inscripciones en pali también es de gran importancia histórica. Los grandes centros de aprendizaje de pali quedan en las naciones del sudeste asiático que siguen la enseñanza theravāda: Birmania, Sri Lanka, Tailandia, Laos, y Camboya. Desde el siglo XIX, diversas sociedades para el reavivamiento de los estudios pali en India han promovido información sobre la lengua y su literatura, quizás con mayor notoriedad la Sociedad Maha Bodhi (Maha Bodhi Society) fundada por Anagarika Dhammapala.
En Europa, la Sociedad de Textos Pali (Pali Text Society) ha sido una importante impulsora del estudio de pali por los académicos occidentales a partir de su fundación en 1881. Con sede en el Reino Unido, esta sociedad publica ediciones en pali romanizado, junto con muchas traducciones al inglés de estas fuentes.
La Sociedad de Textos Pali se fundó en parte para compensar el bajísimo nivel de los fondos asignados para la indología a finales del siglo XIX en Inglaterra; contradictoriamente, los ingleses casi no estaban tan fortalecidos en los estudios sobre sánscrito y prácrito como Alemania, Rusia y hasta Dinamarca, una situación que se podría decir que se mantiene. Sin la «inspiración» de poseer colonias como la anterior ocupación británica de Sri Lanka y Birmania, instituciones tales como la Biblioteca Real (Dinamarca) han formado las principales colecciones de manuscritos pali, y las principales tradiciones de estudios pali.

## Relación con el budismo
El pali tiene una estrecha relación con el budismo. Las escrituras del budismo theravada, que con anterioridad se habían transmitido oralmente, fueron escritas por primera vez durante el siglo i a. C. En el sureste asiático el pali es hoy en día una lengua sacra en el mismo sentido que el latín eclesiástico en Europa occidental. Hoy, todavía los monjes budistas redactan textos en él, y usan el idioma como lingua franca en Birmania, Sri Lanka, y Tailandia.

## Relación con el sánscrito
El sánscrito y el pali se parecen mucho en el vocabulario. La estructura gramatical también es muy parecida: el género, la función del caso, tiempo, y modo.
En ambas lenguas hay ocho casos gramaticales: nominativo, acusativo, instrumental, dativo, ablativo, genitivo y locativo. El vocativo, aunque no se considera un caso gramatical especial, también está presente. El número dual del griego y del sánscrito, sin embargo, está ausente.
También ambos tienen una fonética similar, aunque el pali es más sencillo, con menos consonantes múltiples. La r y la l vocalizadas no se dan en pali. Los diptongos ai y au han sido reemplazados por las vocales e larga y o respectivamente.

## Literatura pali
La literatura pali suele dividirse en textos canónicos y no canónicos o extracanónicos. 
Los textos canónicos incluyen la totalidad del Canon pali o Tipitaka. Con la excepción de tres libros incluidos en el Khuddaka Nikaya sólo por la tradición birmana, estos textos (que consisten en los cinco Nikaya del Sutta Pitaka, el Vinaya Pitaka y los libros del Abhidhamma Pitaka) son tradicionalmente aceptados por la tradición theravada como los que contienen las palabras de Buda y sus discípulos inmediatos.
Los textos extracanónicos pueden dividirse en varias categorías:
- Comentarios (Atthakatha) que recogen detalles y explicaciones adicionales sobre el contenido de los Suttas.
- Subcomentarios (Ṭīkā) que explican y añaden contenidos a los comentarios.
- Crónicas (Vaṃsa) que relatan la historia del budismo en Sri Lanka, así como los orígenes de reliquias y santuarios famosos y las hazañas de reyes históricos y míticos.

- Manuales y tratados, que incluyen resúmenes de libros canónicos y compendios de enseñanzas y técnicas como el Visuddhimagga
- Manuales del Abhidhamma, que explican el contenido del Abhidhamma Pitaka.

Otros tipos de textos presentes en la literatura pali incluyen obras sobre gramática y poética, textos médicos, textos astrológicos y de adivinación, cosmologías y antologías o recopilaciones de material de la literatura canónica.
Aunque se cree que la mayoría de las obras en pali se originaron en la tradición de Sri Lanka y luego se extendieron a otras regiones theravada, algunos textos pueden tener otros orígenes. El Milinda Panha puede haberse originado en el norte de la India antes de ser traducido del sánscrito o del Gandhari Prakrit.
También hay una serie de textos que se cree que fueron compuestos en pali en Sri Lanka, Tailandia y Birmania, pero que no circularon ampliamente. En la actualidad, esta literatura pali regional es relativamente poco conocida, sobre todo en la tradición tailandesa, ya que muchos manuscritos nunca fueron catalogados ni publicados.

## Léxico
Casi todas las palabras del pāḷi tienen cognado en las otras lenguas indoarias medias, los prácritos. La relación con el sánscrito védico es menos directa y más complicada; los prakrits descendían de lenguas indoarias antiguas vernaculares.
Históricamente, la influencia entre el pali y el sánscrito se ha dejado sentir en ambas direcciones. A menudo se exagera el parecido del pali con el sánscrito al compararlo con las composiciones sánscritas posteriores, que fueron escritas siglos después de que el sánscrito dejara de ser una lengua viva, y están influidas por los desarrollos del índico medio, incluyendo el préstamo directo de una parte del léxico del índico medio; mientras que, una buena parte de la terminología técnica del pali posterior ha sido tomada del vocabulario de disciplinas equivalentes en sánscrito, ya sea directamente o con ciertas adaptaciones fonológicas.
El pali poscanónico también posee algunos préstamos de lenguas locales en las que se utilizaba el pali (por ejemplo, los habitantes de Sri Lanka añaden palabras en cingalés al pali). Estos usos diferencian el pali que se encuentra en el Suttapiṭaka de composiciones posteriores, como los comentarios pali sobre el canon y el folclore (por ejemplo, comentarios sobre los cuentos Jataka), y el estudio comparativo (y la datación) de los textos sobre la base de tales palabras de préstamo es ahora un campo especializado en sí mismo.
El pali no se utilizó exclusivamente para transmitir las enseñanzas de Buda, como puede deducirse de la existencia de una serie de textos profanos en pali, como libros de ciencia/instrucción médica. Sin embargo, el interés de los estudiosos por esta lengua se ha centrado en la literatura religiosa y filosófica, por la ventana única que abre a una fase del desarrollo del budismo.